# クラウス・マリア・ブランダウアー
クラウス・マリア・ブランダウアー（Klaus Maria Brandauer, 1943年6月22日 - ）はオーストリア・シュタイアーマルク州出身の俳優。

## 略歴
1960年代から舞台・テレビで活躍。1972年に映画デビュー。ハリウッドで成功を収めた数少ないオーストリア人俳優である。
アルトアウスゼー、ウィーン、ベルリン、ニューヨークに住居を構えている。

## 主な出演作品
- ザルツブルク・コネクション The Salzburg Connection (1972)
- メフィスト Mephisto (1981)
- ネバーセイ・ネバーアゲイン Never Say Never Again (1983)　- Largo（スペクター No.1）
- 連隊長レドル Oberst Redl (1985)　- Major General Von Roden
- 愛と哀しみの果て Out of Africa (1985)　-  Baron Bror & Baron Hans von Blixen（双子）[2]
- ライトシップ The Lightship (1986)
- ニューヨーク・ベイサイド物語 Streets of Gold (1986)
- ハヌッセン Hanussen (1988)
- ウィーンに燃えて Burning Secret (1988)
- ヒットラーを狙え!－独裁者 運命の7分間 Seven Minutes (1989) 兼監督
- ロシア・ハウス The Russia House (1990)
- ホワイト・ファング White Fang (1991)
- コレット・水瓶座の女 Becoming Colette (1991)
- レンブラントへの贈り物 Rembrandt (1999)
- アカデミー 栄光と悲劇 Introducing Dorothy Dandridge (1999)
- 微笑みに出逢う街角 Between Strangers (2002)
- テトロ 過去を殺した男 Tetro (2009)